# (31878) 2000 FR7
2000 FR7 (asteroide 31878) é um asteroide da cintura principal. Possui uma excentricidade de 0.14192450 e uma inclinação de 12.90135º.
Este asteroide foi descoberto no dia 29 de março de 2000 por Uppsala-DLR Asteroid Survey em Kvistaberg.